# Pindos (L65)
Pindos (L65) (tiếng Hy Lạp: ΒΠ Πίνδος) là một tàu khu trục hộ tống lớp Hunt Kiểu II của Hải quân Hoàng gia Hy Lạp. Nó nguyên được Hải quân Hoàng gia Anh chế tạo như là chiếc HMS Bolebroke và hạ thủy năm 1941, nhưng được chuyển cho Hy Lạp trước khi hoàn tất, rồi nhập biên chế như là chiếc Pindos năm 1942. Nó đã hoạt động trong suốt Chiến tranh Thế giới thứ hai thuần túy tại Mặt trận Địa Trung Hải, góp công đánh chìm một tàu ngầm U-boat, và tiếp tục hoạt động trong cuộc Nội chiến Hy Lạp. Nó được hoàn trả cho Anh năm 1959 và bị bán để tháo dỡ một năm sau đó.

## Thiết kế và chế tạo
Bolebroke được đặt hàng vào ngày 28 tháng 7, 1940 cho hãng Swan Hunter tại Newcastle trong Chương trình Khẩn cấp Chiến tranh 1940 và được đặt lườn vào ngày 3 tháng 4, 1940. Tên nó được đặt theo một rừng săn cáo tại Kent, và là chiếc tàu chiến duy nhất của Hải quân Anh được đặt cái tên này. Nó được hạ thủy vào ngày 5 tháng 11, 1941; nhưng được chuyển cho chính phủ Hy Lạp lưu vong nhằm bù đắp tổn thất lớn về tàu chiến khi bị Đức xâm chiếm. Nó nhập biên chế cùng Hải quân Hoàng gia Hy Lạp như là chiếc Pindos, tên được đặt theo trận Pindus, vào ngày 27 tháng 6, 1942.

## Lịch sử hoạt động

### 1942
Pindos đi đến Scapa Flow để gia nhập Hạm đội Nhà và tiếp tục được hoàn thiện. Vào ngày 12 tháng 8, nó được bố trí hộ tống Chi hạm đội Xuồng đổ bộ 28 đi từ Milford Haven đến Gibraltar, đến nơi vào ngày 20 tháng 8. Sang ngày 7 tháng 9, nó cùng tàu chị em Derwent (L83) tham gia thành phần hộ tống cho Đoàn tàu WS22 trong hành trình đi từ Clyde đến Freetown, Sierra Leone, đến nơi vào ngày 9 tháng 9. Sau khi tiếp tục hành trình cùng Đoàn tàu WS22, nó cùng Derwent tách ra vào ngày 18 tháng 9 để chuyển hướng sang Alexandria, Ai Cập qua ngã Ấn Độ Dương, Hồng Hải và kênh đào Suez, ghé qua Durban, Nam Phi và cảng Kilindini, Mombasa, Kenya.
Đi đến Alexandria vào ngày 15 tháng 11, Pindos gia nhập Hạm đội Địa Trung Hải; và chỉ hai ngày sau đó đã được bố trí cùng các tàu chị em Aldenham (L22), Beaufort (L14), Belvoir (L32), Croome (L62), Dulverton (L63), Exmoor (L08), Hursley (L84), Hurworth (L28) và Tetcott (L99) trong thành phần hộ tống cho bốn tàu buôn thuộc Đoàn tàu MW13, trong khuôn khổ Chiến dịch Stoneage. Đây là một nỗ lực xuất phát từ phía Đông để tiếp tế cho Malta đang bị đối phương phong tỏa, sau thất bại của Chiến dịch Vigorous vào tháng 6, 1942. Đoàn tàu bị đối phương không kích vào ngày hôm sau ngoài khơi Derna, Libya, khiến tàu tuần dương hạng nhẹ Arethusa (26) bị hư hại do trúng ngư lôi, và phải được kéo quay trở lại Alexandria. Đoàn tàu MW13 đến được Malta vào ngày 20 tháng 11, và khởi hành quay trở về ngay ngày hôm sau, về đến Alexandria vào ngày 22 tháng 11.
Sang ngày 1 tháng 12, Pindos lại được bố trí cùng Aldenham, Belvoir, Croome, Exmoor, Hursley và Tetcott trong thành phần hộ tống cho Đoàn tàu MW14 đi sang Malta. Đoàn tàu được sáp nhập cùng Lực lượng K xuất phát từ Malta vào ngày 4 tháng 12, một lực lượng tăng cường để bảo vệ vốn bao gồm các tàu tuần dương hạng nhẹ Cleopatra (33), Dido (37) và Euryalus (42) cùng các tàu khu trục Javelin (F61), Jervis (F00), Kelvin (F37) và Nubian (F36). Đoàn tàu đi đến được Malta vào ngày 5 tháng 12, rồi nó khởi hành hai ngày sau đó hộ tống cho Đoàn tàu ME11 đi từ Malta đến Alexandria; lực lượng hộ tống bao gồm tàu tuần dương hạng nhẹ Orion (85), các tàu khu trục Pakenham (G06) và Petard (G56), tàu khu trục Hy Lạp  Vasilissa Olga (D 15) cùng các tàu chị em lớp Hunt. Đến ngày 19 tháng 12, nó tiếp tục hộ tống Đoàn tàu MW17 đi Malta, đến nơi hai ngày sau đó, và khởi hành cho chuyến đi của Đoàn tàu ME quay trở về vào ngày 28 tháng 12, về đến Alexandria vào ngày 31 tháng 12.

### 1943
Vào ngày 16 tháng 1, 1943, Pindos khởi hành từ Alexandria trong thành phần hộ tống cho Đoàn tàu ME16 đi Malta; nó đến nơi và được bố trí tại Malta từ ngày 26 tháng 1. Đến ngày 27 tháng 2, nó được điều động sang Chi hạm đội Khu trục 5, tham gia cùng Aldenham, Beaufort, Belvoir và các tàu khu trục hộ tống Hy Lạp  Kanaris (L53) và Miaoulis (L91) trong vai trò hộ tống vận tải ven biển. Sang tháng 5, nó cùng chi hạm đội được điều sang Algiers để hoạt động hộ tống vận tải tại khu vực Tây Địa Trung Hải.
Sang tháng 7, Pindos được chuẩn bị để tham gia Chiến dịch Husky, cuộc đổ bộ của lực lượng Đồng Minh lên Sicily, Ý. Nó gia nhập thành phần một đoàn tàu vận tải tấn công để đi đến bãi đổ bộ, và từ ngày 10 tháng 7 được bố trí ngoài khơi khu vực đổ bộ để tuần tra phòng không, bắn hải pháo hỗ trợ tác chiến trên bờ, và hộ tống vận tải. Nó cũng tuần tra nhằm ngăn chặn các hạm tàu nổi đối phương can thiệp vào cuộc đổ bộ.
Sau khi tách khỏi Chiến dịch Husky trong tháng 7, Pindos quay lại nhiệm vụ tuần tra và hộ tống vận tải tại khu vực Trung tâm Địa Trung Hải, đặt căn cứ tại Malta. Vào ngày 21 tháng 8, nó cùng tàu khu trục chị em Easton (L09) được bố trí hộ tống cho Đoàn tàu KMF22 đi Gibraltar. Sang ngày hôm sau, nó hỗ trợ cho Easton trong hoạt động truy tìm và tấn công tàu ngầm U-boat Đức U-458 vốn đã tấn công đoàn tàu. Khi chiếc tàu ngầm đối phương bị buộc phải nổi lên mặt nước, nó bị Easton húc chìm ngoài khơi Pantelleria; 43 thành viên thủy thủ đoàn của U-458 đã được cứu vớt. Bản thân Easton bị hư hại cấu trúc nặng nề; nó được Pindos kéo quay trở lại Malta.
Sang tháng 9, Pindos tham gia Chiến dịch Avalanche, cuộc đổ bộ của lực lượng Đồng Minh lên Salerno, Ý. Nó được bố trí trong thành phần Lực lượng Tấn công phía Bắc, vào ngày 8 tháng 9 đã hộ tống đoàn tàu vận tải tấn công đi đến bãi đổ bộ. Sang ngày hôm sau, nó có mặt ngoài khơi bãi đổ bộ bắn hải pháo hỗ trợ cho cuộc tấn công cũng như tuần tra phòng không bảo vệ cho tàu bè đổ bộ. Sau khi chiến dịch kết thúc, nó cùng chi hạm đội chuyển đến Alexandria, Ai Cập để hỗ trợ các hoạt động tiếp theo tại vùng biển Aegean.
Trong khuôn khổ Chiến dịch Dodecanese, Pindos cùng các tàu chị em Aldenham và Thermitoklis khởi hành từ Alexandria vào ngày 1 tháng 10 để tuần tra trong thành phần Chi hạm đội Khu trục 8. Tuy nhiên lực lượng đã không thể ngăn chặn tàu bè Đức vận chuyển binh lính đổ bộ lên quần đảo Dodecanese. Trong các ngày 2 và 4 tháng 11, nó giúp vào việc vận chuyển tiếp liệu đến đảo Leros; vào ngày 11 tháng 11 đã chịu đựng không kích của đối phương gần đảo Kos nhưng không bị thiệt hại. Hai ngày sau, nó cùng các tàu khu trục Faulknor (H62) và Beaufort cùng hai xuồng phóng lôi truy tìm không thành công một đoàn tàu đổ bộ đối phương; lực lượng rút lui về Alexandria vào ngày hôm sau. Đến ngày 17 tháng 11, lực lượng rút lui khỏi Chiến dịch Dodecanese sau khi binh lính Anh đồn trú tại đây đầu hàng.

### 1944
Pindos tiếp tục được bố trí tại Alexandria làm nhiệm vụ tuần tra và hộ tống vận tải. Vào lúc này, một số thủy thủ Hy Lạp trên các tàu khu trục Hy Lạp phản kháng mệnh lệnh điều động đến Taranto, Ý; vì vậy chúng đã không tham gia Chiến dịch Shingle, cuộc đổ bộ của lực lượng Đồng Minh lên Anzio, Ý vào tháng 1, 1944. Đến tháng 4, một số thành viên thủy thủ đoàn đã cùng với các tàu Kriti, Ierax, Apostilis và Sachtouris tham gia một cuộc binh biến, thỉnh nguyện chính phủ Hy Lạp lưu vong mở rộng thành phần cho sự tham gia của Mặt trận Giải phóng Quốc gia. Các ủy ban cách mạng được thành lập trên các con tàu.
Sang tháng 6, Pindos được huy động tham gia Chiến dịch Dragoon, cuộc đổ bộ của lực lượng Đồng Minh lên miền Nam nước Pháp. Nó di chuyển đến Naples vào tháng 7 cho các hoạt động chuẩn bị và tổng dượt, tạm thời đặt dưới quyền chỉ huy chung của Hải quân Hoa Kỳ, rồi đến ngày 13 tháng 8 đã cùng các tàu chị em Aldenham, Beaufort, Belvoir, Blackmore (L43), Eggesford (L15), Lauderdale (L95) và Whaddon (L45) tham gia thành phần hộ tống cho Đoàn tàu SM2. Lực lượng đi đến ngoài khơi bãi đổ bộ vào ngày D 15 tháng 8, và Pindos đã hỗ trợ cho cuộc đổ bộ cho đến ngày 23 tháng 8 khi nó được điều động trở lại Hạm đội Địa Trung Hải.
Đặt căn cứ tại Alexandria, Pindos cùng các tàu khu trục Hy Lạp Thermitoklis, Kriti, Kanaris và Miaoulis tham gia các hoạt động nhằm tái chiếm các đảo trong biển Aegean, và giải phóng hoàn toàn Hy Lạp trong khuôn khổ Chiến dịch Manna vào tháng 10.

### 1945
Pindos tiếp tục hoạt động cùng Hải quân Hy Lạp trong vai trò hộ tống vận tải và hỗ trợ các hoạt động quân sự tại Hy Lạp cho đến khi chiến tranh kết thúc tại Châu Âu vào tháng 5, 1945. Nó tiếp tục được bố trí hoạt động tại vùng biển Hy Lạp, tham gia cuộc Nội chiến Hy Lạp, cho đến khi được hoàn trả cho Anh vào năm 1959, và bị tháo dỡ tại một xưởng tàu Hy Lạp vào năm 1960.